# Centro Palestino para los Derechos Humanos

El Centro Palestino para los Derechos Humanos (PCHR por sus siglas en inglés; المركز الفلسطيني لحقوق الإنسان en árabe) es una organización sin ánimo de lucro palestina, con sede en la ciudad de Gaza, dedicada a la promoción y defensa de los derechos humanos, el Estado de derecho y los principios democráticos en los territorios ocupados del estado homónimo, referidos comúnmente por sus siglas TPO. Fue fundado en el año 1995 por el abogado de derechos humanos y preso de conciencia Raji Sourani, su actual presidente.

## Historia del CPDH

### Filosofía
El CPDH se gesta como organización durante el período de negociación entre la Organización para la Liberación de Palestina (OLP) y el gobierno israelí en el contexto de los acuerdos de Oslo de 1993. La preocupación suscitada por el contenido del documento, que da licencia a Israel para mantener los asentamientos militares a lo largo y ancho del territorio palestino; así como la potestad para desplegar sus fuerzas dentro de Cisjordania y la Franja so pretexto de gestionar la seguridad fronteriza, propician la creación de la entidad ante el recelo de un pacto que solo beneficia al gobierno de Isaac Rabin. 
El período de vigencia para negociar un acuerdo con los israelíes sobre la cuestión del estatuto permanente expiró e Israel ha continuado decretando órdenes militares que legitiman el control del suelo palestino. La disparidad en términos de poder y dominación por parte del gobierno judío ha hecho evidente la necesidad de constituir una entidad de trascendencia internacional que de voz a las demandas de autodeterminación, de un Estado independiente con capital en Jerusalén, del derecho al retorno de los refugiados y la exigencia de la eliminación de los asentamientos de los territorios ocupados.

### Objetivos
El cometido de la organización sigue cuatro líneas de trabajo; a ser referidas:
- Proteger los derechos humanos y velar por la consumación del Estado de derecho de acuerdo a los principios y normas ius cogens del Derecho Internacional.
- Promover un marco institucional democrático y reactivar la cultura de valores democráticos dentro de la sociedad palestina.
- Secundar todos los esfuerzos dirigidos a la consecución del ejercicio del pueblo palestino al derecho inalienable a la autodeterminación e independencia, según las provisiones recogidas por el Derecho Internacional y las resoluciones de la Organización de las Naciones Unidas.

## Unidades departamentales
La actividad del centro se divide en siete secciones departamentales o unidades de trabajo especializadas que desarrollan sus funciones de forma autónoma pero integrada. De acuerdo a la información disponible en su página web y la estructura organizativa reflejada en el preámbulo de sus informes anuales estas son:

### Unidad de Trabajo de Campo
Constituye la unidad central que coordina la actividad del centro, su engranaje y seña de identidad. Dispone de trabajadores especializados que operan in situ en distintas áreas de la Franja de Gaza para obtener información y datos precisos sobre la situación legal de violaciones de derechos humanos ocurridas en la zona. Después de recopilar la información en el terreno; vía contacto directo con las víctimas, vía testigos que hayan presenciado los hechos, la información se traslada al coordinador de la unidad e investigadores externos para contrastar su veracidad.

### Unidad Jurídica
Compuesta principalmente por un equipo de abogados expertos en derechos humanos que brindan asistencia jurídica gratuita y asesoramiento a los ciudadanos. La unidad recurre también a la intervención legal apelando a los órganos correspondientes y participa en actos de litigio interfiriendo no solo a favor de un individuo en particular, sino en representación de la comunidad en su conjunto. Igualmente, sirve como figura de refuerzo en el apoyo a los principios de independencia del poder judicial y el Estado de derecho.

### Unidad de Desarrollo Democrático (UDD)
Especializada en la promoción de los valores democráticos y de la sociedad civil. Además de entregarse al campo de la investigación, el equipo integrante organiza seminarios, talleres y otros eventos de temática vinculada a la democracia y los derechos humanos. Una de las actividades recurrentes consiste en la impartición de formaciones en derechos humanos y democracia orientadas a grupos de jóvenes y universitarios, futuros agentes de cambio envueltos en un contexto belicoso. 
Otra de las funciones que competen a esta unidad es la preparación de comentarios a proyectos de ley elaborados por la Autoridad Nacional Palestina (ANP), en un esfuerzo por influir en el proceso de toma de decisiones y la adopción de leyes más democráticas.

### Unidad de Derechos Económicos y Sociales
Pretende hacer de marco para el afianzamiento de los derechos económicos y sociales a través de la investigación. Lo que en muchos debates se ha entendido como una tipología de segundo orden, el CPDH entiende que en la clasificación de los derechos humanos no existe una jerarquía y aboga por la interdependencia de los derechos económicos, sociales y culturales con los derechos civiles y políticos. El carácter polémico de este mismo debate sobre la subordinación de los derechos económicos, sociales y culturales a un segundo plano ha hecho que parte del mismo trabajo tienda a ser relegado y descuidado por otros organismos promotores de este tipo de derechos. En este aspecto radica la importancia de prestar una atención especial al trabajo de la unidad como vía transmisora de una concepción íntegra de los derechos humanos. Al igual que otras unidades, ejerce también de revisor y asesor legislativo de proyectos de ley concernientes a los derechos económicos y sociales, asegurándose de que la Autoridad Palestina cumple con los estándares internacionales.
El departamento ejerce también como base de capacitación tanto para miembros del gobierno como para organizaciones no gubernamentales facultadas para redactar e implementar programas de políticas públicas.

### Unidad de Derechos de la Mujer
Establecida en mayo de 1997 como proyecto piloto y con mandato renovable en función de los logros que por entonces cosechase. Actualmente está completamente incorporada a la estructura organizativa del centro. El diseño inicial de la unidad se planteó tras una evaluación exhaustiva de las condiciones de las mujeres en la Franja de Gaza, reconociendo su condición como grupo especialmente vulnerable. El departamento proporciona asistencia jurídica a las mujeres y organizaciones que trabajen sus derechos, incluyendo servicios de representación frente a tribunales de aplicación de la Shari’a, entre otros. La consigna principal de la división, aunque no escrita textualmente, aspira a renovar la concienciación sobre el papel de la mujer en la sociedad palestina y admitirlas como ciudadanos de pleno derecho.

### Unidad de Capacitación
Conforma el instrumento principal del CPDH como vía difusora del trabajo de la organización y de la producción de una cultura de derechos humanos en la comunidad local. Organiza talleres y cursos de capacitación sobre conocimientos teóricos de la coyuntura política palestina, brindando habilidades profesionales necesarias para la contribución a un cambio real en el transcurso de las negociaciones y transgresiones de los derechos del pueblo palestino. Este tipo de formaciones van dirigidas en gran parte hacia jóvenes: estudiantes universitarios con una conciencia crítica activa, pero también a activistas, miembros de partidos políticos, juristas, medios de comunicación, sindicalistas y otros grupos de la sociedad civil.

### Biblioteca
El centro dispone de una biblioteca jurídica especializada en asuntos relacionados con Derecho Internacional y Derecho Interno, derechos humanos, y democracia. El repositorio cuenta con libros y revistas en lengua árabe e inglesa, los dos idiomas oficiales del CPHR,  e incluye un recopilatorio de todas las leyes palestinas y órdenes militares decretadas por las autoridades israelíes. Asimismo, se pueden encontrar disponibles documentos sobre legislación de países árabes limítrofes. Toda la documentación se encuentra en abierto para uso libre de investigadores, académicos y estudiantes.

## Organigrama

### Junta Administrativa
El consejo directivo está compuesto por las siguientes personalidades:
- Dr. Riad Al-Zanoun, jefe del consejo de la junta directiva.
- Nadia Abu Nahla, activista, feminista, y directora del Comité Técnico de Asuntos de la Mujer (WATC por sus siglas en inglés) en Gaza. Es una de las figuras promotoras de los derechos de la mujer y mantiene una postura reprobatoria hacia el partido político Hamás, que promulga una visión conservadora de la mujer y de su rol en las sociedades musulmanas.[4]
- Hashem Mohammed Al-Thalathini
- Heba Akkila
- Jaber Wishah
- Raji Sourani, director del CPDH y presidente de la Organización Árabe para los Derechos Humanos (AOHR por sus siglas en inglés)

### Dirección General

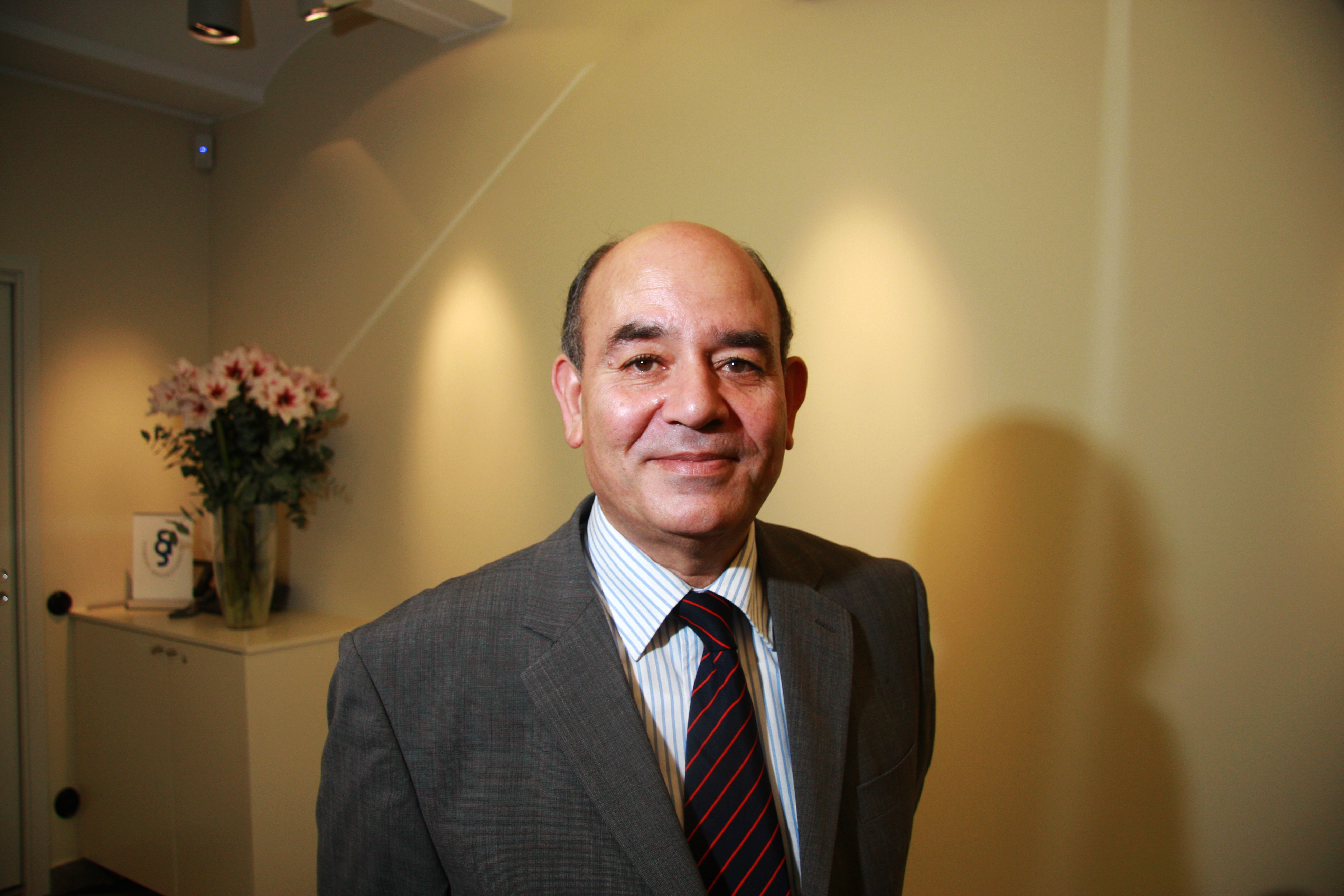
Raji Sourani, abogado especialista en derechos humanos y presidente del CPDH.

Raji Sourani es un abogado reconocido internacionalmente por su defensa efectiva de los palestinos frente a tribunales militares israelíes. Ha ejercido en el campo de los derechos humanos y el mundo árabe durante más de cuarenta años. Considerado el defensor más prominente de la causa palestina en la Franja de Gaza, ocupa el cargo de director del CPDH desde que lo fundase él mismo en 1995. Actualmente, ostenta también la presidencia de la Organización Árabe para los Derechos Humanos, organismo con estatus observador de los órganos competentes de la Liga Árabe y la Unión Africana en la misma materia. 

A lo largo de su trayectoria profesional, Sourani ha sido encarcelado hasta en seis ocasiones. El desafío que planteaba a las fuerzas israelíes le llevó a prisión por sus actividades políticas en 1979, donde fue torturado durante mientras cumplía una condena de tres años. A esta detención le sucedieron tres posteriores: una segunda en el año 1985, una siguiente en 1986 y la última en 1988, siendo esta vez declarado preso de conciencia por Amnistía Internacional. Durante el período abarcable desde 1977 a 1990, le fue denegada la posibilidad de abandonar Palestina, y fue acosado y perseguido de forma recurrente—él y los miembros de su bufete—hasta ser, en alguna ocasión, objetivo de redadas en el lugar de trabajo y en su residencia.
“Los tiempos difíciles nos empujan a rendirnos o a pararnos impertérritos frente a los desafíos. Como representantes de las víctimas, no tenemos derecho a rendirnos. Nuestra obligación es hacer frente a los desafíos, ser soñadores a pesar de la tragedia y mantener activa la lucha por la justicia”. (Raji Sourani)

## Financiación
La actividad del centro se financia mayoritariamente gracias a contribuciones donativas de una amplia red de organizaciones no gubernamentales vinculadas al campo de los derechos humanos y la justicia social, además de acuerdos de colaboración con administraciones de gobierno que muestran empatía por la causa palestina. La lista de donantes incluye a organizaciones tales como:
| 1. Al Maqdese for Society Development Archivado el 15 de enero de 2021 en Wayback Machine., Palestina 2. Asociación Al-Quds, España 3. Arab Human Rights Fund Archivado el 3 de septiembre de 2011 en Wayback Machine. (AHRF) 4. Fundación Bertha, Sudáfrica 5. Christian Aid, Reino Unido 6. Dan Church Aid, Dinamarca 7. Comisión Europea 8. Open Society Institute, Estados Unidos de América 9. Grassroots International, Estados Unidos de América 10. Human Rights and International Humanitarian Law Secretariat 11. Fundación Iris O’Brien, Irlanda 12. Irish Aid 13. Fundación Kvinna Till Kvinna (KTK), Suecia 14. KZE a través de MISEREOR, Alemania 15. NGO Development Center (NDC), Suecia 16. Consejo Noruego para los Refugiados (NRC) 17. Oxfam Novib, Países Bajos 18. Oficina de representación de Finlandia 19. Oficina de representación de Noruega 20. Ayuntamiento de San Sebastián, España 21. Agencia Española de Cooperación Internacional al Desarrollo, España 22. Terre des hommes Foundation (TDH), Suiza 23. Trócaire, Irlanda 24. PNUD, Organización de las Naciones Unidas 25. Medical Aid for Palestine (MAP), Reino Unido 26. Fondo de Contribuciones Voluntarias de las Naciones Unidas para las víctimas de Tortura (UNVFVT), ONU 27. Oficina de representación de Austria 28. Agencia Suiza para el Desarrollo y la Cooperación (COSUDE) 29. Agencia Sueca de Cooperación para el Desarrollo Internacional (SIDA) |

## Afiliaciones y convenios

### Carácter consultivo del Consejo Económico y Social
El CPDH está reconocido como entidad consultiva del Consejo Económico y Social (ECOSOC), mención que corresponde al estatus más alto ofrecido por el Comité de las ONG de este órgano de la ONU. La relación entre ambas entidades, regida por el artículo 71 de la Carta de las Naciones Unidas, y que recoge los derechos y obligaciones de las organizaciones de esta tipología, encuadra al centro dentro de las entidades con carácter consultivo de tipo especial, siendo el general reservado a ONGs internacionales cuyo ámbito de acción abarca una temática más amplia de la agenda del ECOSOC. Puesto que el CPDH dirige sus esfuerzos hacia los derechos humanos en Palestina; esto es, tiene una competencia específica, su concesión de mención consultiva de tipo especial está justificada.

### Comisión Internacional de Juristas (CIJ) - Ginebra

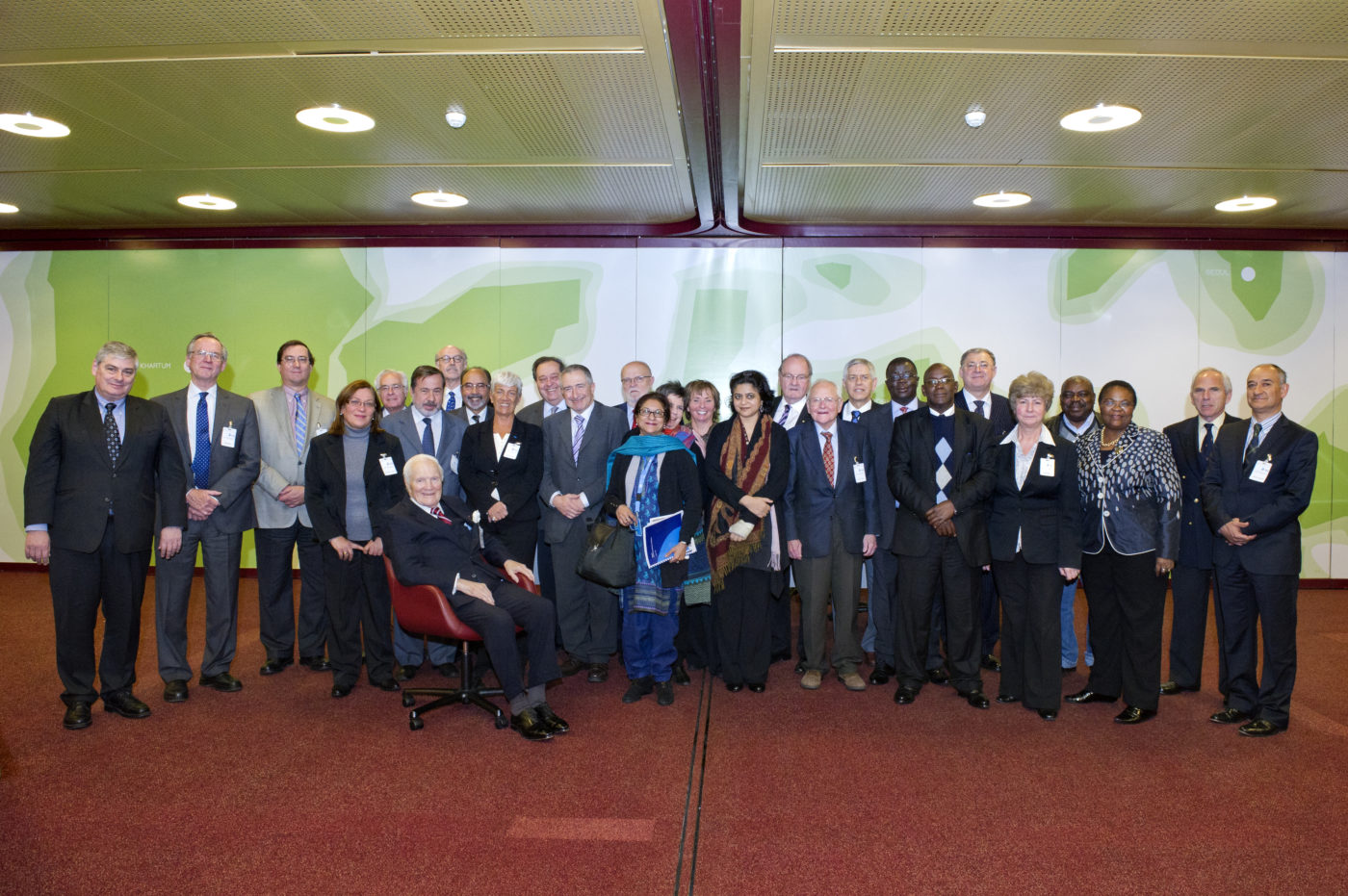
Elección de nuevos juristas de la Comisión Internacional en 2013.

El CPDH es integrante de la Comisión Internacional de Juristas y participa de su programa regional en Oriente Medio y Norte de África, teniendo ambos como objetivo común el fortalecimiento del Estado de derecho por medio de reformas legislativas y constitucionales, la independencia del poder judicial, el derecho a interponer recursos, la obtención de reparaciones para las víctimas, y la aplicación del Derecho Internacional a los conflictos armados y en el cumplimiento de los estándares de derechos humanos. 
La organización también trabaja por expandir su influencia en la región, apoyando la consolidación de una red de jueces, abogados y defensores de habla árabe que contribuyan a la materialización de las aspiraciones de cambio. Siguiendo esta línea, la Comisión anunció en marzo de 2013 la elección de diez nuevos juristas como comisionados expertos y directores de los programas regionales. En su propuesta, la CIJ instó a Raji Sourani, director del CPDH, a prolongar su función como comisionado por tercer mandato consecutivo.

### Coalición Mundial contra la Pena de Muerte (WCADP)
Como miembro de la WCADT, la institución condena la implementación de la pena capital y las ejecuciones extraoficiales llevadas a cabo por la Autoridad Nacional Palestina desde 2005, haciendo especial hincapié en el incremento notable de su aplicación en la Franja de Gaza desde que Hamás se hiciera cargo de la administración. El CPDH reivindica el derecho a la vida como sacrosanto y destapa la irracionalidad de un castigo irreversible que lejos de desanimar la comisión del crimen, constata el empleo de una práctica perversa que viola un derecho universal. Según el centro, existen quince crímenes, según el Código Penal de 1936, acreedores de la pena de muerte. Crímenes que no han de estar relacionados necesariamente con asesinato u homicidio voluntario, tales como mantener relaciones homosexuales, vender parcelas de tierra a judíos, o cometer un acto de traición—término ambiguo donde suelen recaer otras infracciones de dudosa clasificación.
En un vídeo publicado en su página web, el CPDH denuncia la ejecución de la pena de muerte en la Franja de Gaza y hace un llamamiento al presidente para no autorizarla. El centro mantiene una postura firme e inapelable hacia la pena de muerte. Si bien respaldan la implementación de la ley, también ven que la condena capital es un castigo ineficaz. La filosofía del castigo, dice Sourani, no se fundamenta en la venganza sino en la corrección, en la mejora y la preservación del alma creada por Dios, manteniendo por encima de todo la dignidad humana, y no llevando a cabo un acto irreversible.

### Consorcio Internacional de Asistencia Legal (ILAC)
El CPDH es miembro del Consorcio Internacional de Asistencia Legal, organización contribuyente al acceso equitativo a la justicia, especialmente en aquellos casos afectados por conflictos, crisis o transiciones hacia regímenes democráticos.
Con motivo de la suscripción al consorcio, el CPDH recibió en 2005 la visita de una delegación del ILAC en la Franja de Gaza. La visita tuvo por misión realizar una evaluación de la situación en la zona tras la implementación del plan de retirada y discutir la capacitación de los abogados en el campo de los derechos humanos, la independencia de la profesión legal y la práctica ética de la ley. A raíz de esta cita, el ILAC emitió en octubre de 2019 un informe escrito por el asesor jurídico Mikael Ekman sobre la alarmante cuestión del poder judicial en Palestina. El documento, titulado “Cerrando espacio para los jueces en Palestina” expone las preocupaciones que plantean las últimas reformas en la separación efectiva de poderes y la independencia de la rama judicial—en julio de 2019 las instituciones palestinas presenciaron un cambio fundamental en el equilibrio de poderes cuando el presidente palestino, Mahmoud Abbas, promulgó por decreto dos leyes que comprometían la emancipación del poder judicial y cedían su control al ejecutivo.
El informe concluye recalcando la importancia de construir instituciones jurídicas sólidas e independientes como medio legítimo de resistencia al alcance de los palestinos a la hora de contrarrestar los efectos de la ocupación. A modo de cierre, la organización subrayó los siguientes puntos como sugerencias para afrontar la crisis de la independencia del poder judicial:
1. Establecer de manera urgente un sistema de protección para los jueces y la integridad del Consejo Judicial Superior de posibles interferencias externas.
2. Cualquier modificación de la edad de jubilación obligatoria para los jueces no ha de tener efecto retroactivo. Si bien a algunos de los jueces obligados a retirarse les fue restituido su cargo, se necesitan garantías claras y creíbles para reconstruir el sentido de la seguridad y transparencia en su nombramiento.
3. Toda decisión relacionada con la adjudicación de cargos debe seguir un proceso transparente y basarse en criterios objetivos.
4. Los procedimientos disciplinarios deben diseñarse para garantizar un proceso transparente y predecible, definiendo no solo el tipo de conducta que habrá de propiciar la destitución del cargo, sino toda actitud que pueda abrir un expediente disciplinario o dar lugar a un cambio en el estatus del acusado; por ejemplo, un traslado a un tribunal o a un área diferente.
5. Las medidas disciplinares deben ser proporcionales y los jueces deberán tener derecho a apelar las sanciones dictadas en su contra ante un órgano judicial.

### Federación Internacional de Derechos Humanos (FIDH) - París
La FIDH reconoce el Estado de Palestina y acoge al CPDH como miembro incuestionable de la organización. La relación con la federación destaca por su indispensable compromiso de presionar al Estado de Palestina y a Israel para que se adhieran al Estatuto de Roma sobre la Corte Penal Internacional. Subraya que en ausencia de tribunales nacionales capaces de desempeñar este papel decisivo, la justicia internacional debe poder contribuir a ello. 
Cuenta con una sección en su página web dedicada a Israel y los TPO, donde publican comunicados de prensa sobre violaciones cometidas por el régimen israelí y dan cobertura a otras noticias pertinentes a la causa. Su acción conjunta ha resultado en numerosos informes coescritos por ambas organizaciones y la presentación repetida de expedientes ante la Fiscalía de la Corte Penal Internacional que prueban la comisión de crímenes de guerra por parte de Israel y dan testimonio de su política de impunidad hacia los perpetradores de tales crímenes internacionales.

### Red Euro-mediterránea de Derechos Humanos (Euromed)
Fundada en 1997 como una de las iniciativas del Proceso de Barcelona, se trata de una organización de carácter internacional integrada por organizaciones no gubernamentales de países del Mediterráneo y Europa, entre las que figura el Centro Palestino de Derechos Humanos. Compuesta por 80 ONGs, la entidad asiste en la promoción de los derechos humanos y la democracia dentro del proyecto de cooperación regional del partenariado entre la Unión Europea y los países de la cuenca del Mediterráneo. 
Al igual que otras organizaciones supranacionales, la red estructura su trabajo de investigación atendiendo a dos formatos: uno por temática, organizado por Grupos de Trabajo (GT) que se reúnen en asamblea dos veces al año, y otro por región geográfica. Siguiendo este último formato, Euromed dispone de siete programas nacionales, de los cuales uno tiene por análisis la situación de los derechos humanos en los Territorios Palestinos Ocupados. Además, cuenta con un Grupo de Trabajo permanente sobre Palestina e Israel. El GT ha reconocido los 50 años de ocupación y e impunidad desde la Guerra de los Seis Días en 1967, y enfatiza que la ocupación continúa desencadenando guerras esporádicas que resultan en violaciones diarias del Derecho Internacional Humanitario (DIH) y el Derecho Internacional de los Derechos Humanos (DIDH), incluidos presuntos crímenes de guerra.

### Organización Árabe para los Derechos Humanos
El CPDH mantiene un contacto directo con la organización en el Cairo. No solo como miembro integrante, sino porque la presidencia recae en la figura de Sourani. 

## Participación en la campaña BDS
El Centro Palestino de Derechos Humanos ha actuado como promotor fundamental en la campaña de Boicot, Desinversión y Sanciones (BDS) por la ocupación y el apartheid de Palestina.  Partiendo siempre del respeto hacia el Derecho Internacional, el CPDH ha apoyado el movimiento del BDS no solo como una iniciativa política, sino como una herramienta de la que dispone la sociedad civil para responder de forma contundente a las violaciones del Derecho Internacional. Es este carácter de juicio moral; la negligencia de la comunidad internacional al ignorar la obligación legal de garantizar el respeto a los derechos humanos; y la total impunidad que permite a Israel intensificar la comisión de crímenes de guerra, lo que otorga legitimidad al BDS. El propósito de las sanciones busca poner fin a la impasibilidad de la comunidad internacional, reprobándole el quebrantamiento de unas disposiciones que muchos estados ya suscribieron en la Cuarta Convención de Ginebra en 1949.
De forma categórica, decía Raji Sourani, garantizar el cumplimiento de la Convención conlleva igualmente la obligación por parte de las «Altas Partes Contratantes», aun no siendo estas agentes involucrados directamente en el conflicto, de velar por el acatamiento de las provisiones del Derecho Internacional. La producción de responsabilidades de los documentos vinculantes del Derecho Internacional, dispuestas como obligaciones erga omnes, interpela a terceros Estados a intervenir cuando una de las partes involucradas no cumple con las provisiones recogidas en los tratados internacionales.
     

El BDS surge también en un momento de desesperanza y lo que muchos consideran como el peor momento de la historia de la ocupación. Cuestiones de mayor calado como la autodeterminación han quedado relegadas ante la imperiosa necesidad de cubrir enseres básicos de la vida cotidiana. La labor de muchos juristas se ha visto reducida a la lucha por la consecución de alimentos, agua, medicinas y cualquier otro recurso esencial para subsistir en la franja de Gaza. En esta línea es interesante resaltar la reflexión que planteaba el director del CPDH, cuando juzgaba:     
"En una situación digna de Kafka, somos nosotros —las «personas protegidas» a los que se refiere el Derecho Internacional Humanitario— quienes estamos sometidas de facto a un régimen general y sanciones ilegales". 
La ofensiva de Israel contra Gaza en 2008-2009 llevó al CPDH a presentar nada menos que 490 querellas ante el abogado militar israelí. A día de hoy, tan solo dos referidas a un delito menor de robo de una tarjeta de crédito han sido contestadas. La poca consideración israelí por las 1181 víctimas que resultaron de la ofensiva y que aún no han hallado la rendición que exige el Derecho Internacional es, cuando menos, provocativa.
Por el contrario, algunos Estados parecen "premiar" la actitud de Israel. Así lo demuestra la lógica de la redacción de acuerdos comerciales e instrumentos de cooperación económica y militar que basan los intercambios mercantiles supuestamente en el respeto de los derechos humanos. El Acuerdo de Asociación Unión Europea-Israel, sin ir más lejos, consiente las relaciones comerciales por medio de un documento que, por increíble que parezca, establece en su artículo segundo que "las relaciones entre las Partes, así como todas las disposiciones del presente Acuerdo, se fundamentan en el respeto de los principios democráticos y de los derechos humanos, que inspira sus políticas interiores y exteriores y constituyen un elemento esencial del presente Acuerdo". No hace falta seguir leyendo para concluir que la Unión Europea, por mencionar uno de tantos acuerdos bilaterales firmados con Israel, no cumple con la resolución del artículo II del acuerdo UE-Israel.

## Corte Penal Internacional
Con ayuda de los gobiernos europeos, el CPDH ha desempeñado un papel fundamental presionando a la Corte Penal Internacional (CPI) para que inicie una investigación sobre Israel. Desde 2014, el CPDH y sus socios han presentado seis observaciones legales a la CPI acusando a Israel de crímenes de guerra, genocidio y crímenes de lesa humanidad durante la Guerra de Gaza de 2014, en asentamientos en Cisjordania y durante los disturbios violentos de 2018-2019. Cinco años después de que se iniciara el examen preliminar sobre la situación en Palestina en 2015, la fiscal de la Corte Penal Internacional, Fatou Bensouda, anunció en una declaración oficial el 20 de diciembre de 2019 la apertura de una investigación, habiendo considerado que se cumplían todos los criterios del Estatuto de Roma requeridos para iniciar el proceso. La fiscal declaró que existía una base razonable para sospechar de la comisión en pasado y presente de crímenes de guerra en Cisjordania, incluyendo Jerusalén Oriental, y la Franja de Gaza. La magistrada apeló al artículo 53 del Estatuto de Roma y cree que muchos de los casos potenciales cumplen con los criterios de admisibilidad ante el tribunal de La Haya.
Bendousa también solicitó a la Sala de Cuestiones Preliminares un fallo jurisdiccional sobre el alcance de las competencias territoriales de la Corte, en virtud del artículo 12 del Estatuto de Roma, en Palestina. La fiscal aclaró la necesidad de establecer si las circunstancias únicas de la situación en Palestina concedían a la CPI jurisdicción sobre el caso, previos a dar comienzo a las investigaciones, y como resguardo de que las estas no cayeran en saco roto en caso de resolverse la confirmación del alcance jurisdiccional con una negativa. La petición, sin embargo, ha visto su resolución prolongada. Con un plazo de 120 días para emitir un dictamen, los magistrados todavía no han tomado una decisión. La lentitud del avance de la Corte ha mermado el entusiasmo de muchas organizaciones que vieron en la declaración de Bendousa una oportunidad real de impartir justicia. El CPDH y su director Raji Sourani, representante de las víctimas de Gaza ante la CPI, subrayó la frustración y la incomprensión por la dilatación de un procedimiento penal internacional que, a pesar de las pruebas destapadas durante la investigación preliminar, continúa retrasando su decisión. El centro insiste en que el retardo del fallo de la Sala solo favorece a algunos actores políticos que intentan restar peso a las conclusiones del primer examen.
La Corte ha sido víctima de una campaña de deslegitimación, siendo desacreditada no solo por Israel sino también por la administración estadounidense, que contestó al procedimiento de la CPI suspendiendo visados para su personal y difamándola como “vehículo para vendettas políticas”. Por su parte, el fiscal general israelí Avichai Mandelblit, argumentó que la CPI “carece de jurisdicción en relación a Israel, y cualquier acción palestina es legalmente inválida”, entre otras razones, por no ser un Estado soberano. Recordó también que el mismo Estado de Israel no está sujeto a las provisiones del Estatuto de Roma sobre la Corte Penal Internacional.

## Galardones

### Premio Libertad-Igualdad-Fraternidad (1996)
Supone el mayor reconocimiento en materia de derechos humanos de la República Francesa. Creado en 1988 por la Comisión Nacional Consultiva de los Derechos Humanos (CNCDH) a fin de recompensar la labor de investigación y trabajo de campo relacionado con la protección y promoción de los derechos humanos tanto en Francia como en el extranjero, la octava edición celebrada en 1996 otorgó el galardón al Centro Palestino de Derechos Humanos por su acción colectiva en defensa de los derechos del pueblo palestino.

### Premio Bruno Kreisky (2002)
Otorgado por la Fundación Bruno Kreisky para los derechos humanos, la sección internacional dio un renovado énfasis al conflicto palestino-israelí, condecorando la actividad de la periodista israelí Amira Hass y el ejercicio sobresaliente de Raji Sourani y del CPDH en Gaza por su dedicación a la protección de los derechos humanos en los TPO. Sourani y el CPDH, decía Heinz Patzelt durante el elogioso discurso de entrega del premio, y secretario general de Amnistía Internacional, han contribuido de manera constante a la defensa de los derechos humanos bajo la ocupación israelí y ante la Autoridad Nacional Palestina. El director del centro, reiteraba Patzelt, se ha convertido en una de las voces más sonadas en la petición a la comunidad internacional para que cumplan con las obligaciones adquiridas según el Cuarto Convenio de Ginebra.

### Premio Derechos Humanos de Andalucía (2009)
Conmemorando el sexagésimo aniversario de la Declaración Universal y día Internacional de los Derechos Humanos, la junta directiva de la Asociación Pro Derechos Humanos de Andalucía (APDHA por sus siglas en español), otorgó al presidente y director del CPDH el Premio Derechos Humanos de Andalucía, que recoge el trabajo de aquellas entidades, colectivos o personas destacadas en la defensa de los DD.HH. 
El acto tuvo lugar en el Paraninfo de la Universidad de Sevilla y contó con un programa íntegro en el que participaron varios miembros de la APDHA y periodistas de varios medios de comunicación que acudieron a una rueda de prensa en las oficinas del Defensor del Pueblo, donde Sourani dio una conferencia sobre Derecho Internacional y la supresión del principio de legislación universal en España. La entrega de la distinción corrió a cuenta de Virtudes García, delegada de la asociación en Sevilla.

### Premio Right Livelihood: el Nobel Alternativo (2013)

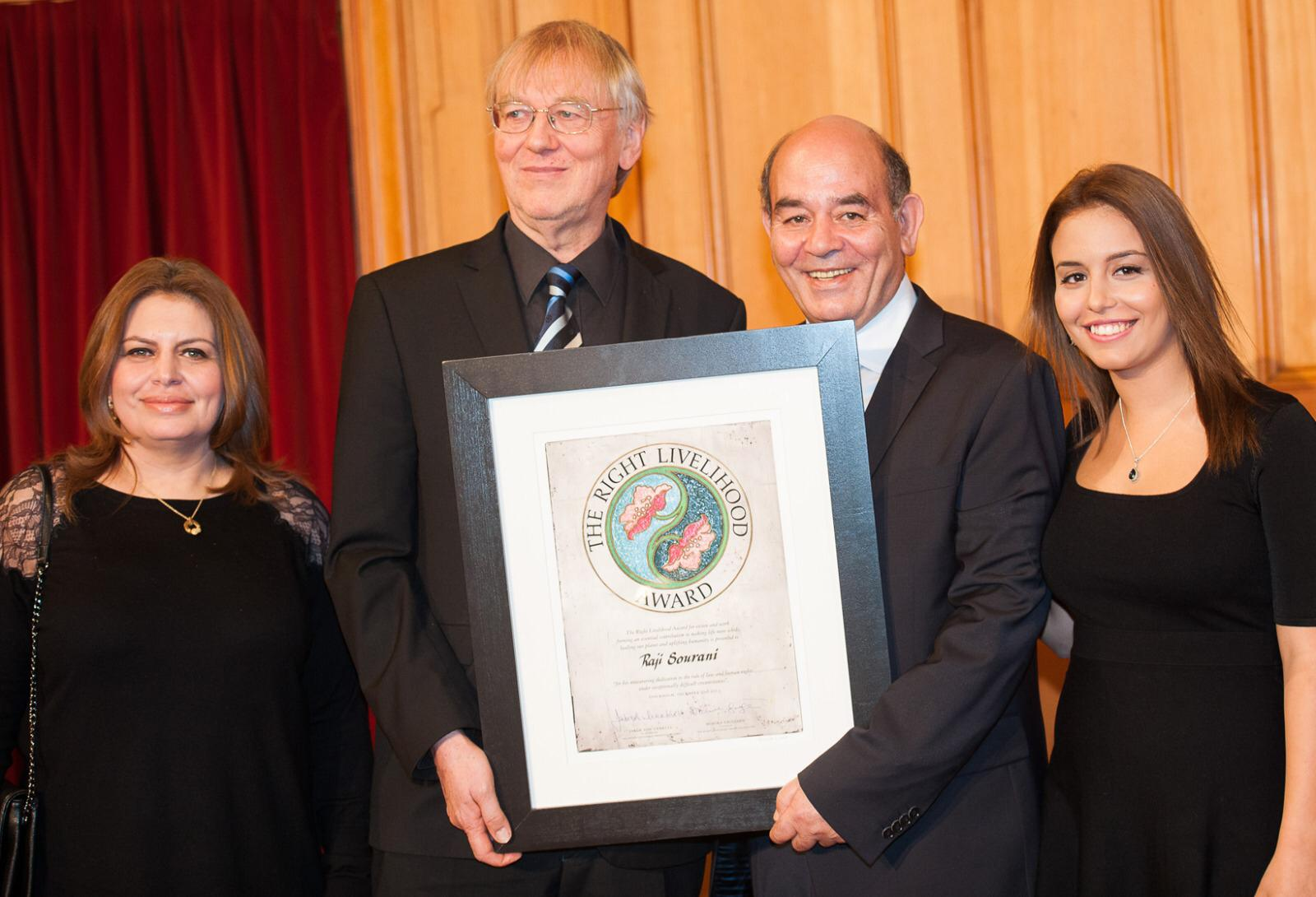
Raji Sourani recibiendo el premio de derechos humanos Right Livelihood.

La fundación Right Livelihood concedió en el año 2013 el denominado Nobel Alternativo al abogado Raji Sourani por su “dedicación inquebrantable al Estado de derecho y los derechos humanos en circunstancias excepcionalmente difíciles”. El jurado sueco, reunido en Estocolmo el 2 de diciembre, entregó en el parlamento el premio a varios laureados como Paul Walker por la lucha por la destrucción de las armas químicas, el compromiso del médico y activista congoleño Denis Mukwege contra la violencia sexual, la labor del suizo Hans Herren en los procesos de abastecimiento mundial de alimentos de forma sostenible, y por supuesto, la defensa de los derechos humanos en Palestina del mayor de sus intercesores: Raji Sourani.

Un galardón que algunos consideran la antesala del Nobel de la Paz y que otorga, además del reconocimiento, una importante dotación económica de 2 millones de coronas suecas el equivalente a 230.000 euros, a repartir en partes iguales entre los laureados. Sourani se confesó incrédulo y manifestó que nunca habría esperado semejante condecoración para Palestina. Así declaró en el discurso de aceptación:
“Desde que se publicó la noticia del premio, mi oficina se vio inundada con mensajes de las víctimas, de compañeros y de antiguos clientes expresando su apoyo y alegría. Este premio confirma que no estamos solos. Que la gente entiende nuestra lucha. Que hay esperanza. (…) Mientras los Estados nos dan la espalda, las personas libres de todo el mundo son solidarias”. “El Derecho Internacional y el Derecho Internacional de Derechos Humanos, reconoce nuestra dignidad, nuestro valor y nuestro valor como personas. Y confirma que somos todos iguales, independientemente de nuestra nacionalidad, nuestro sexo o edad, o nuestra situación económica. Este es el sentido de igualdad que ha estado ausente hasta ahora y que debe ser establecido. En Palestina, como en muchas otras situaciones del mundo, hasta que seamos reconocidos como humanos y como iguales, no puede haber progreso”.